# 석래명
석래명(石萊明, 1936년 5월 19일 ~ 2003년 5월 20일)은 대한민국의 영화감독이었다.

## 생애
서울 출생으로 경복고등학교와 고려대학교를 졸업하고 최무룡과 문희 주연의 멜로물 《미워도 안녕》(1971)으로 데뷔한 뒤, 《고교 얄개》(1976)로 1970년대에 크게 유행했던 하이틴 영화 붐을 주도했다. 연출작으로는 《고교 꺼꾸리군 장다리군》(1977) , 《얄개 행진곡》(1977), 《여고 얄개》(1977) 등이 있다.
대표작인 '얄개 시리즈'는 조흔파의 청소년 명랑 소설을 영화화한 것으로 많은 인기를 모았다. 김정훈, 이승현, 진유영, 손창호, 김보연, 강주희 등이 석래명 감독의 하이틴 영화에 출연하여 스타가 되었다.
1980년대 후반부터는 하이틴 영화보다 연령대를 높인 청춘물을 연출했으나 반응은 그리 좋지 못했다. 마지막 작품은 하희라, 김정훈, 송승환, 전세영 등이 출연한 《홀로 서는 그 날에》(1990년)이며, 배우 진유영이 연출한 《도둑과 시인》(1995년)의 제작을 맡기도 했다.